# Châtellerault
Châtellerault és un municipi francès, situat al departament de la Viena i a la regió de la Nova Aquitània. L'any 1999 tenia 34.126 habitants. L'any 2014 tenia 31.537 habitants.

## Personatges il·lustres
- Elionor de Châtellerault, duquessa d'Aquitània
- Clément Janequin, compositor
- Rodolphe Salis, creador i animador del famós cabaret Le Chat Noir
- Jean-Pierre Thiollet, escriptor